# (3742) Sunshine
(3742) Sunshine (1981 EQ27) – planetoida z pasa głównego asteroid okrążająca Słońce w ciągu 4,09 lat w średniej odległości 2,56 j.a. Odkrył ją Schelte Bus 2 marca 1981 roku.